# Comet (Londen)
Comet een Brits historisch merk van motorfietsen.
De bedrijfsnaam was: Comet Motor Works, Tanners Hill, New Cross, London.
Vanaf 1904 leverde BSA-een "Special Set of Fittings for Motors of Minerva Type". Dit waren onderdelen om een rijwielgedeelte te maken waar een Minerva inbouwmotor of een daarvan afgeleide motor gemonteerd kon worden. Het "Minerva type" inbouwmotor was populair omdat door de constructie het patent van de gebroeders Werner omzeild kon worden.
Een van de bedrijven die daar gebruik van maakten was Comet Motors in Londen. Men bestelde de frames bij BSA en de 2¾pk- en 3½pk-Minerva inbouwmotoren werden bij Minerva Motors Ltd. aan de overkant van de Theems ingekocht. Zodoende was Comet niet meer dan een assemblagebedrijf, dat de 2¾pk-modellen aanbood voor 42 guinea's en de 3½pk-modellen voor 45 guinea's. In 1907 werd de productie beëindigd. Toen was de Britse industrie intussen niet meer afhankelijk van Belgische, Franse of Duitse inbouwmotoren en merken die daar nog gebruik van maakten werden geleidelijk verdrongen door geheel Britse merken.
Voor andere merken met de naam Comet: Comet (België) - Comet (Bologna) - Comet (Milwaukee) - Comet (Minneapolis).